# Apagón de Chile de febrero de 2010
El apagón de Chile de febrero de 2010 fue un corte del suministro de energía eléctrica generalizado, que ocurrió durante el megaterremoto del 27 de febrero y causado por este evento, iniciándose aproximadamente a las 03:34, tiempo local (06:34 UTC), afectando al entonces Sistema Interconectado Central, que abarcó desde la Región de Antofagasta, por el Norte (Taltal), hasta la Región de Los Lagos, por el Sur (Chiloé). Afectó a una población aproximada de 13 millones de habitantes (más de la mitad de la población del país) y tuvo una duración que varió desde minutos hasta semanas; siendo las zonas más afectadas por el apagón la Región del Maule y la entonces Región del Biobío —de esta última, las actuales regiones del Ñuble y Biobío.

## Evolución del apagón

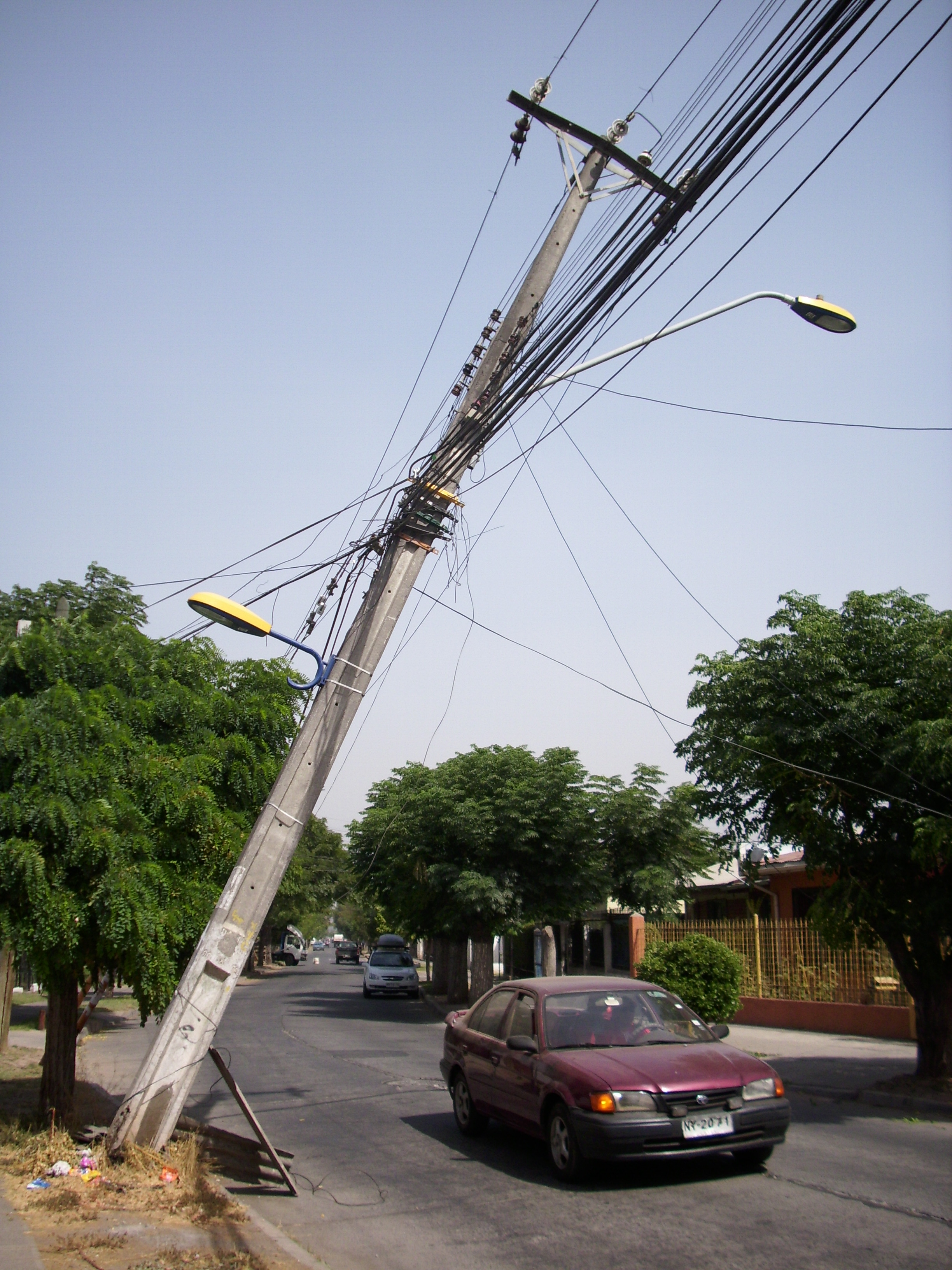
La distribución de energía eléctrica presentó graves fallas debido al mal estado en que quedó el tendido eléctrico.

Una vez ocurrido el terremoto principal, casi la totalidad de los servicios básicos entregados a la ciudadanía presentaron fallas. La red de distribución de energía eléctrica fue una de las primeras en colapsar debido a la caída de postes, corte de cables y otros incidentes en algunas subestaciones. Ante la ausencia de la energía eléctrica, colapsaron también servicios que dependían de esta como la telefonía móvil, la telefonía fija y el suministro de agua potable en lugares donde requerían el uso de bombas.
El terremoto ocurrido el día 27 a las 3:34 produjo de inmediato un apagón en todo el Sistema Interconectado Central, afectando a la zona comprendida entre Taltal en la Región de Antofagasta, y la Isla Grande de Chiloé, en la Región de los Lagos, lo que correspondió a un 67,9% de la capacidad instalada de generación en Chile y que cubría a más de un 90% de su población. La reposición de la energía eléctrica se realizó paulatinamente, a medida que los daños en la infraestructura eran reparados. Así, a las 14:00 se había logrado reponer un 24% de la demanda eléctrica del SIC, especialmente en las regiones donde el terremoto se sintió con menor intensidad, pero se mantuvo una "laguna" que cubría gran parte de las VII y VIII regiones.
| 27-feb | 28-feb | 1-mar  |
| ------ | ------ | ------ |
| 30%    | 43%    | 55%    |
| 2-mar  | 3-mar  | 11-mar |
| 64%    | 72%    | 82%    |

A veinticuatro horas de sucedido el cataclismo, cerca del 80% de la energía eléctrica había sido repuesto en las regiones Metropolitana y de Valparaíso, entre un 40% y un 50% en la de O'Higgins, pero las del Maule y del Biobío se mantenían sin servicio debido a la caída de una torre en la subestación Charrúa. El suministro eléctrico se normalizó en las primeras regiones mencionadas durante los primeros días tras el terremoto, mientras en las regiones más afectadas esto ocurrió primero en las principales urbes y luego en los sectores rurales, dejando al final la zona costera afectada por el tsunami debido al grave estado de destrucción existente allí. Tres días después del terremoto, Talca ya tenía restablecido entre un 40% y un 60% de su suministro, aunque faltaba en las comunas aledañas. En el Biobío, en tanto, al 10 de marzo ya se tenía entre un 70% y un 100% de reposición en las comunas no afectadas por el maremoto.

## Regiones afectadas
| Zona   | Región                                           |
| ------ | ------------------------------------------------ |
| Norte  | Antofagasta (parcial)                            |
| Norte  | Atacama                                          |
| Norte  | Coquimbo                                         |
| Centro | Valparaíso (excepto provincia de Isla de Pascua) |
| Centro | Metropolitana de Santiago                        |
| Centro | O'Higgins                                        |
| Centro | Maule                                            |
| Centro | Biobío                                           |
| Sur    | La Araucanía                                     |
| Sur    | Los Ríos                                         |
| Sur    | Los Lagos                                        |

En total, once de las quince regiones del país sufrieron total o parcialmente el apagón.